# Brandão (futbolista nacido en 1910)
José Augusto Brandão (Taubaté, Brasil, 1 de enero de 1910-ibídem, 20 de julio de 1989), más conocido como Brandão, fue un futbolista brasileño que jugaba como centrocampista.

## Selección nacional
Fue internacional con la selección de fútbol de Brasil en 16 ocasiones. Formó parte de la selección que obtuvo el tercer lugar en la Copa del Mundo de 1938.

### Participaciones en Copas del Mundo
| Mundial                        | Sede    | Resultado    | Partidos | Goles |
| ------------------------------ | ------- | ------------ | -------- | ----- |
| Copa Mundial de Fútbol de 1938 | Francia | Tercer lugar | 2        | 0     |

### Participaciones en Copas América
| Copa                         | Sede      | Resultado    |
| ---------------------------- | --------- | ------------ |
| Campeonato Sudamericano 1937 | Argentina | Subcampeón   |
| Campeonato Sudamericano 1942 | Uruguay   | Tercer lugar |

## Clubes
| Club        | País   | Año       |
| ----------- | ------ | --------- |
| Juventus-SP | Brasil | 1931-1932 |
| Portuguesa  | Brasil | 1933-1934 |
| Corinthians | Brasil | 1935-1946 |

## Palmarés

### Campeonatos regionales
| Título              | Club        | País   | Año  |
| ------------------- | ----------- | ------ | ---- |
| Campeonato Paulista | Corinthians | Brasil | 1937 |
| Campeonato Paulista | Corinthians | Brasil | 1938 |
| Campeonato Paulista | Corinthians | Brasil | 1939 |
| Campeonato Paulista | Corinthians | Brasil | 1941 |